# 市場町上喜来
市場町上喜来（いちばちょうかみぎらい）は、徳島県阿波市の大字。2010年10月1日現在の人口は1,275人、世帯数は430世帯。郵便番号は〒771-1612。

## 地理
阿波市の南部に位置。北は市場町日開谷、東は市場町尾開、南は阿波町、西は市場町大俣に接する。北部の山麓にはブドウ・ウメ・ハッサクの栽培が盛んである。
地内には1363年（貞治2年）に創建された実相寺やサクラやツツジの名所として親しまれている事代主神社がある。

### 河川
- 日開谷川

### 小字
| - 井ノ坪 - 蛭子 - 円定 - 大開 - 岡 | - 岡ノ下 - 岸ノ下 - 北谷 - 北原 - 窪二俣 | - 小積 - 敷地 - 正田 - 田中 - 大門 | - 中佐古 - 西原 - 開ノ口 - 二俣前 - 南久保 | - 南谷 - 横田 |

## 歴史
- 2005年（平成17年）4月1日 - 阿波郡市場町が阿波町・板野郡土成町・吉野町と合併して阿波市となり、住所表記は「阿波郡市場町大字上喜来字（字名）」から「阿波市（字名）」（蛭子・岸ノ下・北原・田中・西原は、阿波市内での住所表記重複を避けるためそれぞれ上喜来（字名））となる。
- 2007年（平成19年）1月1日 - 住所表記を「阿波市市場町上喜来字（字名）」に変更（上喜来（字名）の区域は「上喜来字（字名）」）し、現在の表記となる。

## 施設
- 阿波市立大俣小学校
- 実相寺
- 事代主神社
- 蛭子公園

## 交通

### 道路
都道府県道
- 香川県道・徳島県道2号津田川島線
- 徳島県道246号仁賀木山瀬停車場線